# 福山恵梨
福山 恵梨（ふくやま えり、1993年2月10日 - ）は、日本のプロゴルファー。福岡県福岡市出身。ステップ・アップ・ツアーでの優勝回数5回。

## 来歴
福岡の強豪、沖学園高で活躍後、プロ合格。プロゴルファー福田真未と同級生であり、プロ合格も同期である。
2016年までは、目立った成績は残せなかったが、藤池昇龍プロの教えを受けることで、成長した。
ステップ・アップ・ツアーの2017年開幕戦で、地元福岡で開催された「ラシンク・ニンジニア／RKBレディース」にプレーオフの末、プロ初優勝。その後、中国新聞ちゅーピーレディースカップ、ダイクレレディースカップと勝利し、ステップ・アップ・ツアー初の年間3勝を記録した。2017年度 ステップ・アップ・ツアーの賞金ランキング2位。
レギュラーツアーも、4試合出場し、3試合が予選通過した。ドライバーを250～260ヤードを飛ばすだけでなく、アプローチ、パッティングにも安定したパフォーマンスを示し、2017年のステップ・アップ・ツアーでは、平均ストローク1位を記録した。
2019年、「スタジオアリス女子オープン」では初日首位タイでスタートしたが、10位タイに終わった。「ニチレイレディス」7位タイが最高位。賞金ランク85位。
2023年、フンドーキンレディース で6年ぶりにステップ・アップ・ツアーで勝利。
2024年、ステップ・アップ・ツアー 「フンドーキンレディース」で、2連覇

### アマチュア時代の戦績
| 2010 | 日本ジュニアゴルフ選手権競技 女子15歳～17歳の部 | 24位   |
| 2010 | 九州ジュニアゴルフ選手権                        | 8位    |
| 2010 | 全国高等学校ゴルフ選手権九州大会                | 5位 T  |
| 2010 | 九州高等学校ゴルフ選手権春季大会                | 3位    |
| 2009 | 日本ジュニアゴルフ選手権競技 女子15歳～17歳の部 | 37位 T |
| 2009 | 九州ジュニアゴルフ選手権                        | 2位    |

## 人物
学生時代のあだ名は、「えりちゃん、ちゃんえり」
好きな男性のタイプは、男子プロゴルファーのジョーダン・スピースであり、顔がすきだという。
愛猫家であり、家で5匹飼っている。

## テレビ出演
- ゴルフサバイバル (BS日テレ) - 2018年10月